# Sonja (Talkshow)
Sonja ist eine deutsche Daily-Talkshow, die von Januar 1997 bis Anfang 2001 auf dem privaten Fernsehsender Sat.1 gesendet und von Sonja Zietlow moderiert wurde. Es entstanden über die vier Jahre hin 821 Sendungen.

## Hintergrund
Die Sendung wurde in einem Studio in Hamburg gedreht und durch die zu Axel Springer AG gehörende Schwartzkopff TV-Productions produziert. Mit den durchschnittlichen Einschaltquoten von 1,47 Millionen und einem Marktanteil von 17,4 % lag die Show über dem damaligen Senderschnitt von Sat.1. Zu Spitzenzeiten hatte die Sendung mit 21,5 % sogar einen höheren Marktanteil als die erfolgreiche Talkshow Hans Meiser. Als Anfang des neuen Jahrtausends der Daily-Talk-Boom abflachte, sanken bei allen Talkshows die Einschaltquoten. Sonja war davon allerdings weniger betroffen und obwohl ihre Quoten noch verhältnismäßig gut waren, wechselte Sonja Zietlow Ende 2000 zu RTL. Im Zuge dessen wurde die Talkshow Anfang 2001, trotz guter Quoten, abgesetzt, da durch Zietlows Wechsel zu RTL auch die Produktion beendet werden musste. Die letzte Sendung wurde am 30. Oktober 2000 gedreht und am 5. Januar 2001 gesendet. Sie trug den Titel Sonjas Abschiedsshow. Zu Gast war Sonjas Nachfolgerin Britt Hagedorn. Gemeinsam sahen sich die beiden unter anderem einen Rückblick auf die vergangenen vier Jahre an.
Den täglichen Talkplatz um 13:00 Uhr übernahm Britt Hagedorn, die von Januar 2001 bis März 2013 dort ihre Talkshow Britt – Der Talk um eins moderierte. Auffällig war, dass Britt im selben Studio produziert wurde wie Sonja. Zwar hatte das Studio eine neue Wandfarbe und eine neue Einrichtung bekommen, der Grundriss war jedoch identisch.
Seit 2006 werden einzelne Ausschnitte von Sonja und verschiedenen anderen Talkshows in der Sendung Best Of Talk gezeigt.

## Themenauswahl
Während es in vielen Talkshows der damaligen Zeit um Themen ging, die sich mehr oder weniger mit Sexualität befassten oder bei denen Menschen ihre außergewöhnliche Lebensweise präsentierten, behandelte Sonja vornehmlich Themen, in denen Gäste einen Konflikt auszutragen hatten oder ihr ihrer Meinung nach perfektes Aussehen präsentierten, was im neuen Jahrtausend nach dem Abfall der Daily-Talk-Welle zum Themenschwerpunkt vieler anderer Talkshows wurde, die mit schwachen Quoten zu kämpfen hatten. Besonders in den späteren Phasen (2000–2001) wurden des Öfteren emotionale Themen gewählt, in denen ein Gast jemandem ein Liebesgeständnis machte oder diesen sogar heiraten wollte.

### Themenbeispiele
- Hilfe – mein Kind schlägt mich (1997)
- Mein Busen macht die Welt verrückt (1997)
- Ich habe das Sagen auf dem Schulhof (1998)
- Hausfrauen sind faul (1998)
- Bei deinem Anblick wird mir schlecht (1999)
- Deine Kneipe ist dir wichtiger als unsere Beziehung (1999)
- Sonja, hilf mir – ich habe keine Freunde (1999)
- Ihr seid doch der Abschaum unserer Gesellschaft (1999)
- Ich werde dein Leben zerstören, wie du meines (1999)
- Ändere dich oder es ist aus (2000)
- Mama, gib es zu – Du hast mich nie geliebt (2000)
- Alle warnen mich vor meinem Freund – Sag mir, kann ich ihm vertrauen? (2000)